# Nosferatu a Venezia
Nosferatu a Venezia è un film horror del 1988, diretto da Augusto Caminito con alcune parti girate da Luigi Cozzi, Maurizio Lucidi, dal protagonista Klaus Kinski e inizialmente affidato a Mario Caiano, che abbandonò il set dopo pochi giorni a causa di diverbi con Kinski.

## Trama
La patrizia veneziana Helietta Canins invita nella città dei Dogi uno studioso inglese, Paris Catalano, esperto in vampirismo. La donna vuole che venga a cessare per sempre quell'atmosfera cupa di leggende e di orrori che ancora grava nel suo palazzo, dove vive con la nonna e la giovanissima sorella Maria. Due secoli prima, infatti, mentre a Venezia imperversavano carnevale e peste, una sua ava era stata vittima del vampiro e con lui svanita nel nulla. Nei sotterranei del palazzo tuttora esiste un misterioso sarcofago cerchiato di ferro ed Helietta, pensando che Nosferatu sia proprio là dentro, invita Paris a eliminarne per sempre i resti.
Il vampiro, evocato in una seduta spiritica, piomba a Venezia, mentre, scoperchiato il sepolcro, si scopre il corpo dell'ava Letizia, stranamente somigliante a Helietta. Ma stanare ed esorcizzare Nosferatu si rivela impresa impossibile, sia ai sacerdoti, sia a Paris, sia a Giuseppe Barnabò, l'amante di Helietta. Una dopo l'altra le vittime si susseguono, uccise da morsi fatali: muoiono la nonna di Helietta, quest'ultima e Gloria Barnabò, sorella di Giuseppe.
Nosferatu appare e scompare, inattaccabile perfino dalle fucilate e in più seducente, malgrado le sue fattezze, agli occhi delle donne che egli vampirizza, contagia e sa fare all'occorrenza resuscitare. Egli sa di poter essere liberato e morire a una sola condizione: quella d'essere amato da una fanciulla vergine. Maria è la prescelta ma, proprio nell'attimo in cui Nosferatu sembra conseguire il suo massimo obiettivo - in una villa fatiscente sull'Isola dei cani, in laguna - Barnabò, arrivato sul posto, spara ancora una fucilata, lasciando indenne il mostro e ferendo mortalmente la ragazza. Dopo essersi vendicato dell'uomo, Nosferatu vampirizza Maria e, portandola tra le braccia, lascia Venezia verso un comune, atroce destino.

## Produzione

### Pre-produzione
A metà degli anni ottanta, il produttore Augusto Caminito iniziò a produrre film horror e thriller in Italia per i mercati esteri, come Murderock - Uccide a passo di danza di Lucio Fulci. Caminito ricevette la sceneggiatura di Nosferatu a Venezia da Carlo Alberto Alfieri, che aveva scritto il soggetto insieme a Leandro Lucchetti. Il progetto iniziale era un autentico sequel del film Nosferatu, il principe della notte di Werner Herzog, con Klaus Kinski nuovamente nei panni di Dracula. Il 17 dicembre 1985 Caminito e Kinski firmarono un contratto per due film: Nosferatu a Venezia e Kinski Paganini, quest'ultimo un progetto al quale l'attore stava lavorando dal 1980.
Il film doveva originariamente essere diretto da Maurizio Lucidi. Tra i membri della troupe c'era Luigi Cozzi, amico di Alfieri, che lavorò sul set come consulente e durante la post-produzione. Cozzi dichiarò che Caminito pensava che il film avrebbe avuto maggiore successo con un budget raddoppiato e un regista più "di nome". Caminito licenziò quindi Lucidi, che aveva girato solo alcune scene senza Kinski al Carnevale di Venezia nel febbraio 1986. Al suo posto venne ingaggiato il regista Pasquale Squitieri e un cast comprendente Christopher Plummer, Donald Pleasence, Barbara De Rossi e Yorgo Voyagis. Squitieri riscrisse la sceneggiatura, ambientandola in un futuro prossimo a Venezia nel 1996, e assunse un certo numero di fumettisti (tra i quali Magnus) per realizzare lo storyboard del film. Caminito ritenne che lo storyboard fosse "troppo barocco", oltre che troppo costoso da realizzare. Squitieri rifiutò di cambiare la sua sceneggiatura e litigò con Kinski. Dal momento che non aveva intenzione di perdere Kinski, Caminito risolse il contratto con Squitieri e gli pagò la somma concordata prima ancora che il regista girasse il film. Il sostituto fu Mario Caiano, che aveva in passato lavorato con Kinski in film come Il mio nome è Shangai Joe. A metà del 1986, Caiano completò il casting e Caminto riscrisse la sceneggiatura per farla corrispondere al nuovo budget ridotto del film. Cozzi in seguito dichiarò che diversi personaggi e scene furono eliminati nella nuova riscrittura del film.

### Riprese

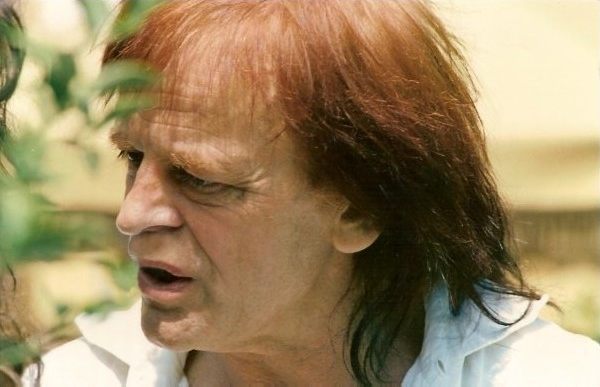
Klaus Kinski nel 1988

Le riprese iniziarono il 25 agosto. Kinski rifiutò categoricamente di rasarsi la testa e utilizzare il medesimo trucco del film di Herzog; in questo nuovo film infatti l'attore ha lunghi capelli bianchi ed è sempre chiamato semplicemente "Nosferatu" (e non Dracula). Dopo aver litigato con Caiano il primo giorno delle riprese, Kinski rifiutò inoltre di girare qualsiasi scena e il giorno dopo si chiuse nella sua roulotte. Così Caminito decise di dirigere lui stesso il film quando Caiano se ne andò dopo essere stato insultato sul set da Kinski. Caiano venne a sapere che Caminito aveva promesso a Kinski la regia del film. Nella sua autobiografia All I Need Is Love, Kinski confermò di avere diretto lui stesso qualche scena del film. Secondo Cozzi, Kinski avrebbe ignorato la messa in scena delle prove, costringendo il direttore della fotografia Antonio Nardi a dover ripristinare da zero il suo impianto di illuminazione poiché Kinski non avrebbe seguito i segnali d'azione e si sarebbe rifiutato di riprendere le riprese. Kinski aveva come protagonista femminile Amanda Sandrelli, fiamma di Caminito; tuttavia volle rimpiazzarla quando vide sul set la fidanzata di Voyagis, Anne Knecht. Questo cambiò la sceneggiatura, così Maria divenne la figlia adottiva di Helietta.
Cozzi iniziò a dirigere le scene come regista della seconda unità, incluse delle sequenze che seguivano Kinski all'alba a Venezia. Cozzi in seguito dichiarò che furono realizzate circa 10 ore di riprese di Kinski che camminava. Il microfonista del set, Luciano Muratori, dichiarò che durante una scena in cui Nosferatu avrebbe trasformato in vampiro il personaggio di Barbara De Rossi, Helietta, dove era previsto che Kinski fingesse di morderle il collo, l'attore inserì le sue dita nella vagina della donna, facendola correre dal set in lacrime. Secondo Cozzi, ad un certo punto l'intera troupe abbandonò il set per protestare contro Kinski, che si scusò successivamente per il suo comportamento. Dopo sei settimane di riprese a Venezia, Caminito aveva filmato solo circa la metà della sceneggiatura e gli rimaneva un intero terzo da girare altrove. Caminito non riuscì a filmare ulteriore materiale e tentò di assemblare il film con quello che aveva.

## Distribuzione
Un giorno prima della presentazione del film, Caminito dichiarò che Nosferatu a Venezia durava un'ora e quarantasei minuti. La copia inviata alla commissione di valutazione aveva una durata di 98 minuti, mentre le attuali versioni home video sono di 89 minuti. Il film ha fatto il suo debutto alla mezzanotte del 9 settembre 1988 durante il Festival di Venezia, per poi venire distribuito nei cinema italiani dalla Medusa Film. Nei mercati anglofoni è stato distribuito coi titoli Prince of the Night e Nosferatu in Venice.

## Accoglienza
Piero Perona de La Stampa recensì positivamente il film, lodando in particolare la performance di Klaus Kinski ("l'unico attore al mondo in grado di raffigurare Nosferatu senza minimamente ricorrere al trucco"). Maurizio Porro del Corriere della Sera la definì invece "una storia di vampiri che non aggiunge nulla alla carriera cinematografica di Dracula, ma ambientandola in Laguna le regala qualche suggestione figurativa in più".